# Jacopo Ligozzi

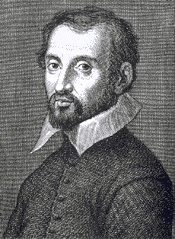
Jacopo Ligozzi

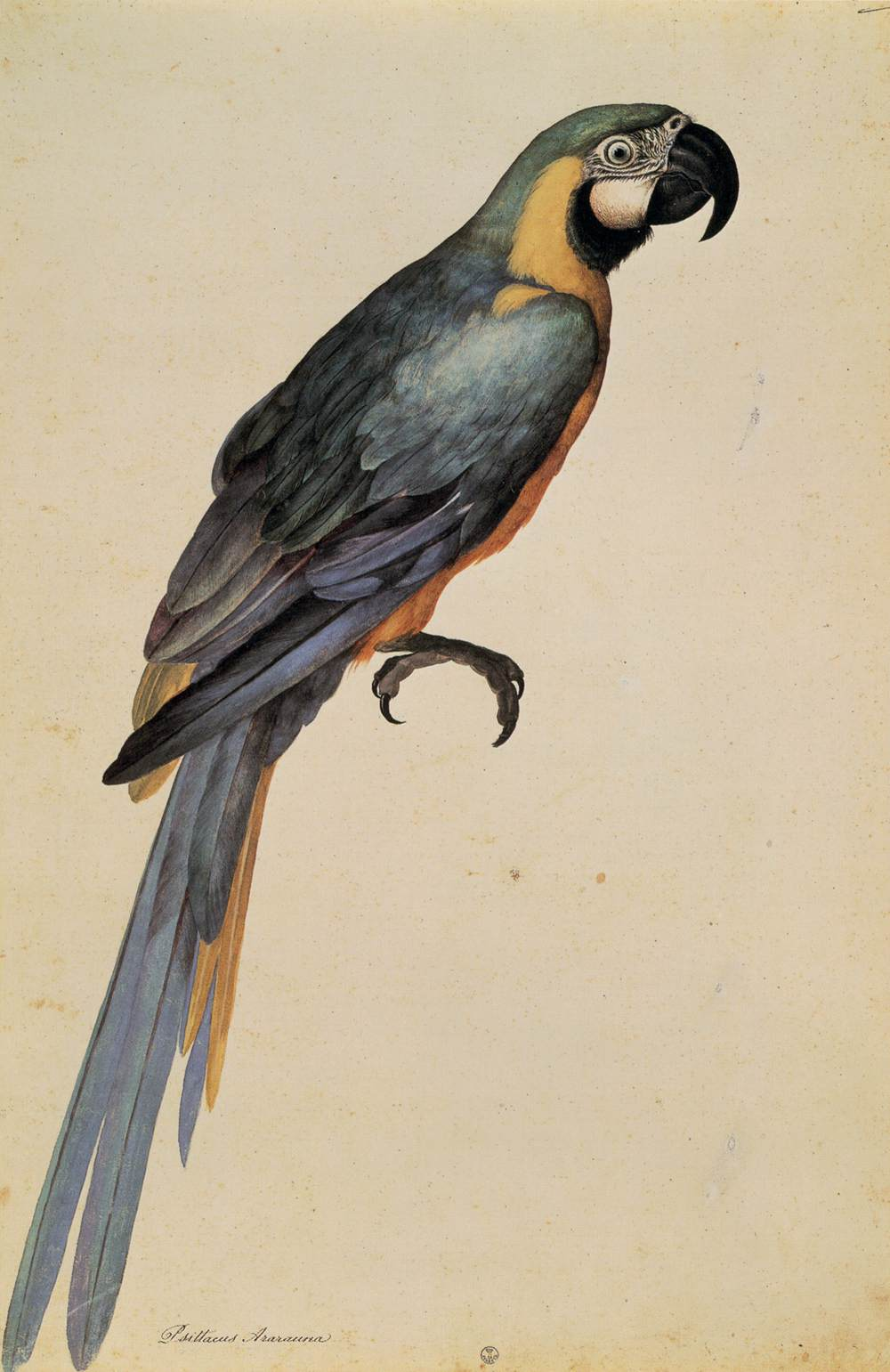
Jacopo Ligozzi: Psittacus Ararauna

Jacopo Ligozzi (* 1547 in Verona; † 1627 in Florenz) war ein italienischer Maler.

## Leben
Jacopo Ligozzi entstammte einer Künstlerfamilie. Sein Vater war der Maler Giovanni Ermanno Ligozzi. In der Werkstatt des Vaters, der 1557 in die Dienste des Trientiner Fürstbischofs Cristoforo Madruzzo getreten war, erhielt Jacopo seine Ausbildung. Seine ersten Werke waren für Auftraggeber aus der Region: 1567 signierte er gemeinsam mit seinem Vater ein Altarbild für die Kirche San Silvestro in Vigo Lomaso, bereits 1556 hatte er allein eine Altartafel für die Kirche San Antonio Abate in Bivedo fertiggestellt. 1577 (oder 1578) folgte er dem Ruf von Francesco I. de’ Medici, dem Großherzog der Toskana nach Florenz. Er machte sich zunächst vor allem durch seine naturgetreuen Bilder einen Namen.
Er starb 1627 in Florenz und wurde am 26. März in der Kirche San Marco beigesetzt.

## Ausstellungen
- 2002 The Flowering of Florence: Botanical Art for the Medici, National Gallery of Art, Washington, D.C., 3. März – 27. Mai 2002 (Jacopo Ligozzi, 1547–1626, Giovanna Garzoni, 1600–1670, Bartolomeo Bimbi 1648–1729).
- 2005 Jacopo Ligozzi, Louvre, Paris, 27. Januar 2005 – 25. April 2005 (Kuratoren: Dominique Cordellier, Lucilla Conigliell).